# The War to End All Wars
The War to End All Wars – dziesiąty album koncepcyjny szwedzkiego zespołu Sabaton, wydany 4 marca 2022 roku. Wszystkie utwory opowiadają o I wojnie światowej.

## Lista utworów
| CD (edycja regularna) | CD (edycja regularna)    | CD (edycja regularna) | CD (edycja regularna) |
| Nr                    | Tytuł utworu             | Inspiracja | Długość               |
| --------------------- | ------------------------ | --- | --------------------- |
| 1.                    | „Sarajevo”               | Zamach w Sarajewie | 4:38                  |
| 2.                    | „Stormtroopers”          | Niemieckie grupy szturmowe, tzw. „Sturmtruppen” | 3:57                  |
| 3.                    | „Dreadnought”            | Statki typu drednot, bitwa jutlandzka | 4:59                  |
| 4.                    | „The Unkillable Soldier” | Adrian Carton de Wiart podczas I wojny światowej | 4:33                  |
| 5.                    | „Soldier of Heaven”      | Bitwy nad Isonzo | 3:39                  |
| 6.                    | „Hellfighters”           | 369. pułk piechoty, pierwotnie utworzony jako 15. nowojorski pułk gwardii narodowej, zanim został przekształcony w 369. po federalizacji i powszechnie nazywany Harlem Hellfighters | 3:27                  |
| 7.                    | „Race to the Sea”        | Albert I Koburg walczący wraz z belgijskimi żołnierzami w bitwie nad rzeką IJzer | 4:11                  |
| 8.                    | „Lady of the Dark”       | Milunka Savić, serbska żołnierka służąca w latach 1912–1919 | 3:04                  |
| 9.                    | „The Valley of Death”    | I bitwa nad Dojranem | 4:13                  |
| 10.                   | „Christmas Truce”        | Rozejm bożonarodzeniowy | 5:18                  |
| 11.                   | „Versailles”             | Traktat wersalski | 4:14                  |
|                       |                          | | 46:13                 |